# Quyền LGBT ở Cộng hòa Dominica
Quyền đồng tính nữ, đồng tính nam, song tính và chuyển giới ở Cộng hòa Dominican không được hưởng các quyền giống như cư dân không LGBT, và đối mặt với những thách thức pháp lý và xã hội không phải là có kinh nghiệm của người khác. Mặc dù Bộ luật hình sự Dominican không nghiêm cấm đồng tính luyến ái hay mặc quần áo chéo, nhưng nó cũng không đề cập đến sự phân biệt đối xử hoặc quấy rối trên tài khoản của khuynh hướng tình dục hoặc nhận dạng giới tính, cũng không công nhận hình thức, cho dù đó là hôn nhân hoặc quan hệ đối tác. Các hộ gia đình do các cặp đồng giới đứng đầu cũng không đủ điều kiện nhận bất kỳ quyền nào tương tự đối với các cặp vợ chồng khác giới, vì hôn nhân đồng giới bị cấm theo hiến pháp ở nước này.
Phần lớn những người Dominica liên kết với Giáo hội Công giáo. Như vậy, thái độ đối với các thành viên của cộng đồng LGBT có xu hướng phản ánh các công việc thịnh hành của Công giáo. Tuy nhiên, người LGBT đã đạt được ngày càng nhiều khả năng hiển thị và chấp nhận hơn trong những năm gần đây, phù hợp với xu hướng trên toàn thế giới. Hỗ trợ cho hôn nhân đồng giới là 25% theo cuộc thăm dò ý kiến năm 2013/2014, nhưng đã tăng lên 45% vào năm 2018. Ngoài ra, Cộng hòa Dominican bị ràng buộc về mặt pháp lý vào tháng 1 năm 2018 Tòa án liên Mỹ Phán quyết Nhân quyền phán quyết, tổ chức hôn nhân đồng giới và công nhận danh tính giới tính của một người trên các tài liệu chính thức là quyền con người được bảo vệ bởi Công ước châu Mỹ về Nhân quyền.

## Bảng tóm tắt
| Hoạt động tình dục đồng giới hợp pháp                               | (Từ năm 1822)               |
| Độ tuổi đồng ý                                                      | Yes                         |
| Luật chống phân biệt đối xử trong việc làm                          | No                          |
| Luật chống phân biệt đối xử trong việc cung cấp hàng hóa và dịch vụ | No                          |
| Luật chống phân biệt đối xử trong tất cả các lĩnh vực khác          | No                          |
| Luật tội ác căm thù bao gồm khuynh hướng tình dục                   | (Đang chờ xử lý)            |
| Công nhận các cặp đồng giới                                         | No                          |
| Hôn nhân đồng giới                                                  | (Hiến pháp cấm từ năm 2010) |
| Con nuôi của các cặp vợ chồng đồng giới                             | No                          |
| Con nuôi chung của các cặp đồng giới                                | No                          |
| Người LGBT được phép phục vụ trong quân đội                         | No                          |
| Quyền thay đổi giới tính hợp pháp                                   | No                          |
| Truy cập IVF cho đồng tính nữ                                       | No                          |
| Mang thai hộ thương mại cho các cặp đồng tính nam                   | No                          |
| NQHN được phép hiến máu                                             | No                          |